# Studebaker Corporation
Studebaker Corporation (ˈstuːdəˌbeɪkər, в СССР и затем в России устоялось произношение «студебекер» с вариантами написания «Студебекер» и «Студебеккер») — американский автопроизводитель, главный офис и завод которого находился в американском городе Саут-Бенде, штат Индиана (США). Основанная в 1852 году и ставшая корпорацией в 1868 году под именем «Studebaker Brothers Manufacturing Company», компания изначально была производителем тележек и повозок для фермеров, шахтёров и военных. В Советском Союзе и России была известна, прежде всего, одной своей моделью — легендарным военным грузовиком Studebaker US6. Прекратила выпуск автомобилей в 1966 году.

## История
Марка ведет своё происхождение от немецкой фамилии семьи Штутенбэкеров (нем. Stutenbäcker), которая прибыла в Америку в 1736 году из немецкого города Золингена, где до этого многие годы они занимались кузнечным и оружейным делом. Прибыв в Америку, Студебейкеры (так они переиначили свою фамилию на англоязычный лад) также продолжили своё занятие, а также, помимо кузнечных заказов, начали производить части для фургонов американских пионеров. В 1750 году глава семейного бизнеса Клемент Студебеккер (далее в статье употребляется только эта, более традиционная для русскоязычных, версия фамилии) решает от производства частей перейти к самостоятельному производству и строит свой первый фургон для продажи.
Спустя сто два года, в феврале 1852 года, два его потомка — Генри и Клемент Студебеккеры — открывают собственную кузнечную мастерскую под названием «H&C Studebaker» в городе Саут Бенд (штат Индиана, США). В первые годы работы фирма собирала пароконные фермерские фургоны, пользующиеся спросом на рынке, а также грузовые фургоны. Через год к ним присоединяется младший брат Джон Студебеккер, решивший вложить в семейное предприятие свои деньги, заработанные им на продаже инструмента для золотоискателей на приисках Калифорнии.
Во время гражданской войны в США (1861—1865 годы) фирма выполняла заказы на поставку армии северян большого количества фургонов и повозок. В это время к фирме присоединяются ещё двое братьев, Питер и Джейкоб, и в 1868 году фирма получает название «Studebaker Brothers Manufacturing Company». Теперь фирма занималась уже поставками вагонов для горной промышленности.

### Первые автомобили
В 1902 году «Studebaker BMC» построила свои первые 20 экипажей с электроприводом, войдя таким образом в мир автомобилестроения. В 1904 году представила свою первую модель автомобиля класса «гран-туризмо» с двухцилиндровым двигателем внутреннего сгорания мощностью 16 лошадиных сил, который в 1905 году был заменён на четырёхцилиндровый.
В 1910 году «Studebaker BMC» приобрела фирму «EMF-Company» «Everitt-Metzger-Flanders» вместе со всеми производственными мощностями в городе Детройте (США) и некоторое время продолжала выпускать автомобили под маркой «EMF». Однако из-за крайне нелояльного отношения потребителей к этой марке, которая до слияния с Studebaker отличалась довольно незавидным качеством, в 1912 году компания начинает выпускать автомобили под собственной маркой.

### 1920—1950-е годы
В 1920-х годах Studebaker имел производственные площади в трёх городах (в Саут-Бенде, штат Индиана, США; в Детройте, штат Мичиган, США; и в Уокервилле, Канада) и выпускал по 180 тысяч автомобилей в год. В компании работало 23 000 работников.
В результате обрушения финансовых рынков и последующего за ним финансового кризиса (т. н. Великой депрессии) компания начала стремительно терпеть убытки. В результате набранных долгов в размере 6 млн долларов и невозможности расплатиться с банками (хотя оборотные средства фирмы превышали сумму кредитов) президент компании Альберт Рассел Эрскайн в 1933 году покончил жизнь самоубийством. Однако к 1935 году компания вновь вышла на прибыли, спроектировав и выпустив новый автомобиль «Studebaker Champion», который настолько понравился покупателям, что компания удвоила его продажи к 1939 году.
С началом Второй мировой войны производственные мощности компании были переведены на военные рельсы: на заводах корпорации собирались военные грузовики, авиационные двигатели и многоцелевые транспортёры «Studebaker Weasel», предназначенные для перевозки воинских подразделений и грузов.
В годы Великой Отечественной войны по поставкам ленд-лиза американские союзники отправили в СССР 187,9 тыс., а доставили более 152 тыс. автомобилей марки Studebaker US6, на базе которых в том числе размещались «Катюши».
По окончании войны Studebaker вновь перешёл к выпуску легковых автомобилей. Однако растущая стоимость рабочей силы в США, забастовки рабочих и выплаты пенсионерам компании (составляющие одни из самых больших в автопромышленности США), а также начинающаяся ценовая война между «Ford», «Chrysler» и «General Motors» подкосили финансовую устойчивость компании «Studebaker» и нанесли достаточно большой ущерб её бухгалтерскому балансу. И, хотя у предприятия были большие производственные мощности и мощный потенциал, оно не смогло конкурировать с крупнейшими производителями, прибегавшими к политике демпинга.
В 1949 году для обеспечения конкурентоспособности «Studebaker» предпринял попытку слияния с другими марками — «Packard», «Hudson» и «Nash», окончившуюся неудачей.
В начале 1950-х годов Studebaker стремительно теряет доходы и в 1954 году объединяется с «Packard Motor Car Company». К 1956 году компания, переименованная в «Studebaker-Packard Corporation», почти разорена, хотя и продолжала выпускать автомобили под марками «Studebaker» и «Packard» до 1958 года. Стремясь выйти из кризиса, компания заключает контракт на поставку комплектующих с авиапроизводителем «Curtiss-Wright», а также продаёт завод «Packard» компании «Chrysler». Также для поддержания финансовой плавучести компания выступает импортёром европейских производителей «Mercedes-Benz» и «Auto Union AG» (автомобили «Audi» и «DKW»), продавая эти марки через свою дилерскую сеть.

### Выход из автобизнеса
В начале 1960-х годов компания совершает свой последний, казалось бы, многообещающий рывок, выпустив на рынок две модели: компактный автомобиль «Studebaker Lark» и спорткар «Studebaker Avanti». И, хотя компакт «Lark» технологически не представлял собой ничего нового, однако обладал достаточно привлекательным дизайном и в первый год продаж пользовался неплохой популярностью у покупателей. Однако уже через год Ford, Chrysler и GM выпустили на рынок подобные модели по более привлекательной цене, и продажи новой модели снова пошли на спад. В дополнение к этому, постоянно муссирующиеся в американских СМИ слухи о скором выходе компании из бизнеса не привлекали новых покупателей, поскольку те боялись остаться без гарантийного обслуживания своих автомобилей. В 1963 году сотни автомобилей застряли в дилерских центрах.
Последний автомобиль в Саут-Бенде был произведён 20 декабря 1963 года. Автозавод в городе Гамильтон (Канада) производил автомобили под маркой Studebaker до 16 марта 1966 года.
После 1966 Studebaker и его отделения в 1967 году были приобретены фирмой «Wagner Electric» и слиты с «Worthington Corporation» в новую корпорацию — «Studebaker-Worthington».
В 2010-е годы «Studebaker-Worthington» являлся подразделением банка «Main Street Bank — Kingwood Texas» и занимался лизингом.
Дизайн Studebaker US6 послужил прототипом грузовика ГАЗ-51, который производился до 1975 года и во время производства широко экспортировался в страны Восточного блока. Он лёг в основу более современных автомобилей, таких как ГАЗ-53, ГАЗ 3309 и серии «ГАЗон NEXT», а также их модификаций